# جوزيف بريان
جوزيف بريان (بالإنجليزية: Joseph Bryan)‏ هو سياسي أمريكي، ولد في 18 أغسطس 1773 في سافانا في الولايات المتحدة، وتوفي بنفس المكان في 12 سبتمبر 1812. انتخب عضو مجلس النواب الأمريكي.